# Dambron
Dambron – miejscowość i gmina we Francji, w Regionie Centralnym, w departamencie Eure-et-Loir.
Według danych na rok 1990 gminę zamieszkiwały 104 osoby, a gęstość zaludnienia wynosiła 9 osób/km² (wśród 1842 gmin Regionu Centralnego Dambron plasuje się na 1028. miejscu pod względem liczby ludności, natomiast pod względem powierzchni na miejscu 1064.).